# Torneo de Parma 2023
El torneo Emilia-Romagna Open 2023 fue un torneo de tenis perteneció al ATP Challenger Tour 2023 y a la WTA 125K serie 2023 en la categoría Challenger 125 y WTA 125s. Se trató de la quinta edición para los hombres y tercera para las mujeres, el torneo tuvo lugar en la ciudad de Parma (Italia), desde el 19 hasta el 24 de junio de 2023 para los hombres y del 18 hasta el 23 de septiembre de 2023 para las mujeres pista de tierra batida al aire libre.

## Jugadores participantes del cuadro de individuales
| Favorito | País                  | Jugador              | Rank1 | Posición en el torneo |
| -------- | --------------------- | -------------------- | ----- | --------------------- |
| 1        | Bandera de España     | Albert Ramos Viñolas | 70    | Cuartos de final      |
| 2        | Bandera de Brasil     | Thiago Monteiro      | 94    | Cuartos de final      |
| 3        | Bandera de Francia    | Alexandre Müller     | 108   | CAMPEÓN               |
| 4        | Bandera de España     | Jaume Munar          | 108   | Primera ronda         |
| 5        | Bandera de Hungría    | Fábián Marozsán      | 113   | Baja                  |
| 6        | Bandera de Italia     | Giulio Zeppieri      | 128   | Semifinales           |
| 7        | Bandera de Italia     | Francesco Passaro    | 138   | Primera ronda         |
| 8        | Bandera de Eslovaquia | Jozef Kovalík        | 144   | Primera ronda         |

- 1 Se ha tomado en cuenta la clasificación del 12 de junio de 2023.

### Otros participantes
Los siguientes jugadores recibieron una invitación (wild card), por lo tanto ingresan directamente al cuadro principal (WC):
- Francesco Forti
- Alexander Weis
- Pablo Cuevas

Los siguientes jugadores ingresan al cuadro principal tras disputar el cuadro clasificatorio (Q):
- Bogdan Bobrov
- Àlex Martí Pujolràs
- Filippo Moroni
- Stefano Napolitano
- Dmitry Popko
- Blaž Rola

### Individuales femenino
| Tenista            | Ranking | Preclasificada |
| Anna Schmiedlová   | 58      | 1              |
| Ana Bogdan         | 62      | 2              |
| Clara Burel        | 66      | 3              |
| Viktoriya Tomova   | 86      | 4              |
| Jaqueline Cristian | 98      | 5              |
| Kaja Juvan         | 106     | 6              |
| Anna Bondár        | 110     | 7              |
| Aliona Bolsova     | 112     | 8              |

- Clasificación del 18 de septiembre de 2023.

### Dobles femenino
| Tenista                            | Ranking | Preclasificadas |
| Anna Bondár Kimberley Zimmermann   | 106     | 1               |
| Aliona Bolsova Andrea Gámiz        | 169     | 2               |
| Dalila Jakupović Irina Khromacheva | 182     | 3               |
| Katarzyna Kawa Elixane Lechemia    | 183     | 4               |

## Campeones

### Individual Masculino
- Alexandre Müller derrotó en la final a  Francesco Maestrelli, 6–1, 6–4

### Dobles Masculino
- Jonathan Eysseric /  Miguel Ángel Reyes-Varela derrotaron en la final a  Luca Margaroli /  Ramkumar Ramanathan, 6–2, 6–3

### Individual femenino
- Ana Bogdan venció a   Anna Schmiedlová por 7–5, 6–1

### Dobles femenino
- Dalila Jakupović /  Irina Khromacheva vencieron a  Anna Bondár /  Kimberley Zimmermann por 6–2, 6–3